# Menoncourt
Cet article possède des paronymes, voir Amenoncourt, Manoncourt et Senoncourt.
Menoncourt est une commune française située dans le département du Territoire de Belfort, la région culturelle et historique de Franche-Comté et la région administrative Bourgogne-Franche-Comté. 
Ses habitants sont appelés les Menoncourtois.

## Géographie
Le village est situé un peu à l'écart de la route N 83 reliant Belfort à Mulhouse et à 9 km de Belfort. Le territoire de la commune couvre 469 ha dont 230 ha d'espace agricole et 101 ha de forêt. Il est longé à l'est par la Madeleine, petite rivière prenant sa source dans le massif des Vosges. Outre l'agglomération principale, il comprend notamment le hameau des Errues.

### Climat
Pour des articles plus généraux, voir Climat de la Bourgogne-Franche-Comté et Climat du Territoire de Belfort.
En 2010, le climat de la commune est de type climat des marges montargnardes, selon une étude du Centre national de la recherche scientifique s'appuyant sur une série de données couvrant la période 1971-2000. En 2020, Météo-France publie une typologie des climats de la France métropolitaine dans laquelle la commune est exposée à un climat semi-continental et est dans la région climatique  Vosges, caractérisée par une pluviométrie très élevée (1 500 à 2 000 mm/an) en toutes saisons et un hiver rude (moins de 1 °C). 
Pour la période 1971-2000, la température annuelle moyenne est de 9,7 °C, avec une amplitude thermique annuelle de 17,3 °C. Le cumul annuel moyen de précipitations est de 1 070 mm, avec 11,2 jours de précipitations en janvier et 10,3 jours en juillet. Pour la période 1991-2020, la température moyenne annuelle observée sur la station météorologique de Météo-France la plus proche, « Felon_sapc », sur la commune de Felon à 5 km à vol d'oiseau, est de 10,3 °C et le cumul annuel moyen de précipitations est de 1 056,1 mm. 
La température maximale relevée sur cette station est de 38 °C, atteinte le 7 août 2015 ; la température minimale est de −19,3 °C, atteinte le 20 décembre 2009,,. 
Les paramètres climatiques de la commune ont été estimés pour le milieu du siècle (2041-2070) selon différents scénarios d'émission de gaz à effet de serre à partir des nouvelles projections climatiques de référence DRIAS-2020. Ils sont consultables sur un site dédié publié par Météo-France en novembre 2022.

## Urbanisme

### Typologie
Au 1er janvier 2024, Menoncourt est catégorisée bourg rural, selon la nouvelle grille communale de densité à sept niveaux définie par l'Insee en 2022.
Elle appartient à l'unité urbaine de Roppe, une agglomération intra-départementale regroupant quatre  communes, dont elle est une commune de la banlieue,,. Par ailleurs la commune fait partie de l'aire d'attraction de Belfort, dont elle est une commune de la couronne,. Cette aire, qui regroupe 91 communes, est catégorisée dans les aires de 50 000 à moins de 200 000 habitants,.

### Occupation des sols
L'occupation des sols de la commune, telle qu'elle ressort de la base de données européenne d’occupation biophysique des sols Corine Land Cover (CLC), est marquée par l'importance des territoires agricoles (62,2 % en 2018), en diminution par rapport à 1990 (64,3 %). La répartition détaillée en 2018 est la suivante : 
zones agricoles hétérogènes (37,9 %), forêts (32 %), terres arables (19,1 %), zones urbanisées (5,8 %), prairies (5,2 %). L'évolution de l’occupation des sols de la commune et de ses infrastructures peut être observée sur les différentes représentations cartographiques du territoire : la carte de Cassini (XVIIIe siècle), la carte d'état-major (1820-1866) et les cartes ou photos aériennes de l'IGN pour la période actuelle (1950 à aujourd'hui).

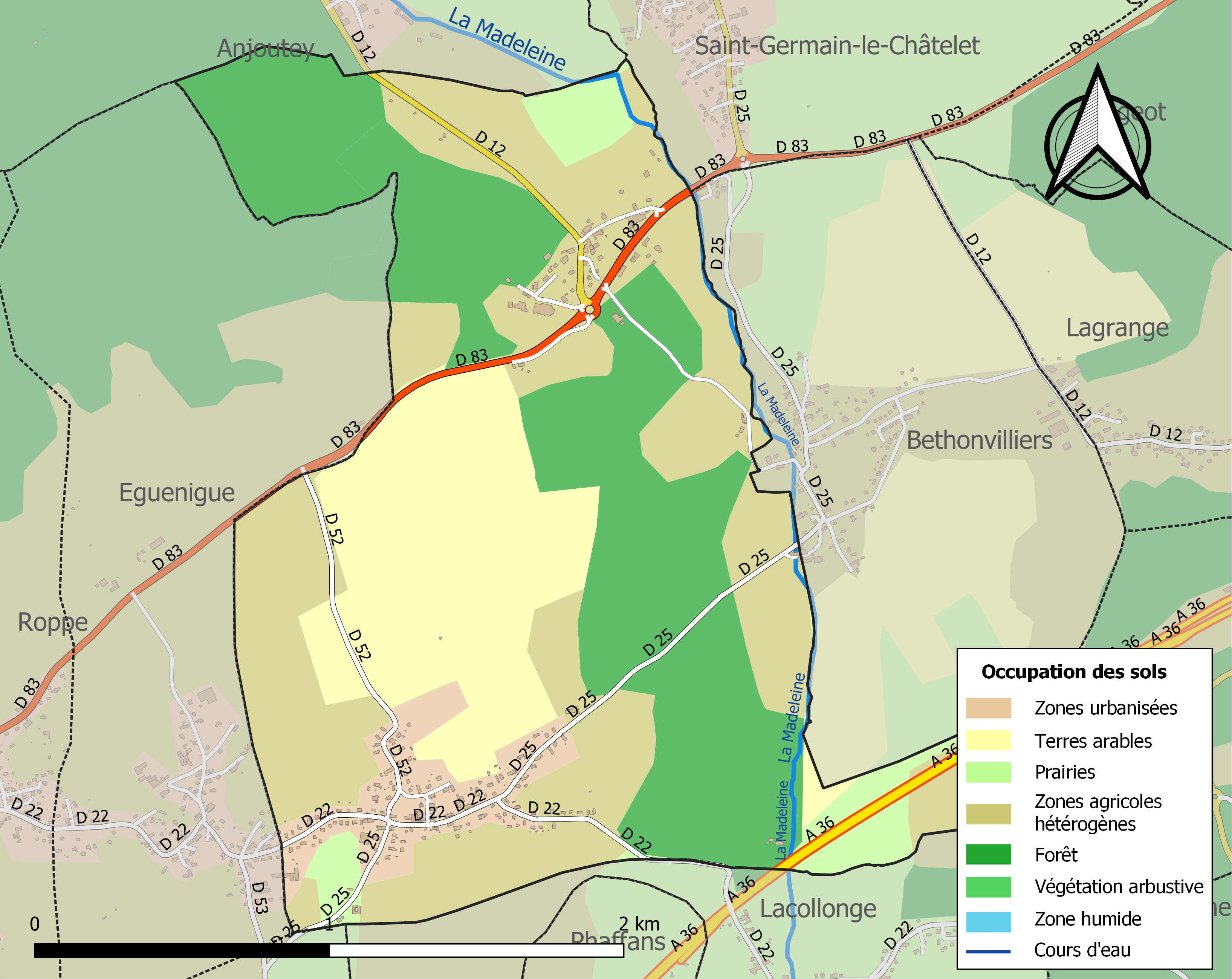
Carte des infrastructures et de l'occupation des sols de la commune en 2018 (CLC).

## Toponymie
- D'un nom de personne germanique Munus (ou plutôt Muno), suivi du suffixe -ingen remplacé tardivement par -court[14].
- Muningen (1344), Mimingen (1347), Müming (1573), Miningen (1628), Menoncourt (1655).
- En allemand : Mimingen[15].

## Histoire
Menoncourt est cité pour la première fois en 1347. À cette date a lieu le partage des biens de Jeanne de Montbéliard. Le village, qui dépend de la seigneurie de Rougemont-le-Château, échoit alors à sa fille Ursule. En 1351, l'archiduc Albert II d'Autriche, époux de Jeannette de Ferrette, une autre fille de Jeanne, rachète à sa belle-sœur son fief de Rougemont. C'est ainsi que Menoncourt devient possession de la Maison d'Autriche et le restera jusqu'en 1648, à la fin de la Guerre de Trente Ans. À partir du XVIIIe siècle, il dépend de la paroisse de Phaffans et relève alors du comté de Belfort (aux Mazarin), ainsi que de la seigneurie de Rougemont (Rosen et Rottembourg), des Reinach, des Werth et des Wessemberg. 
De 1913 à 1948, la ligne Belfort-Étueffont du Chemin de Fer d'Intérêt Local du Territoire de Belfort desservait le village.

## Héraldique
|  | Les armes de la commune se blasonnent ainsi : D'azur semé de croissants d'or |

## Politique et administration
Menoncourt est administrativement rattachée au canton de Grandvillars et fait partie du Grand Belfort. Elle est jumelée à Zékounga (Burkina Faso) depuis le début des années 1990.
| Période                                  | Période     | Identité           | Étiquette | Qualité |
| ---------------------------------------- | ----------- | ------------------ | --------- | ------- |
| Les données manquantes sont à compléter. |             |                    |           |         |
| mars 2008                                | 23 mai 2020 | Jean-Marie Roussel |           |         |
| 23 mai 2020                              | En cours    | Michael Jaeger     |           |         |

## Population et société

### Démographie
L'évolution du nombre d'habitants est connue à travers les recensements de la population effectués dans la commune depuis 1793. Pour les communes de moins de 10 000 habitants, une enquête de recensement portant sur toute la population est réalisée tous les cinq ans, les populations de référence des années intermédiaires étant quant à elles estimées par interpolation ou extrapolation. Pour la commune, le premier recensement exhaustif entrant dans le cadre du nouveau dispositif a été réalisé en 2005.

En 2022, la commune comptait 391 habitants, en évolution de −0,51 % par rapport à 2016 (Territoire de Belfort : −2,78 %, France hors Mayotte : +2,11 %).
| 1793 | 1800 | 1806 | 1821 | 1831 | 1836 | 1841 | 1846 | 1851 |
| ---- | ---- | ---- | ---- | ---- | ---- | ---- | ---- | ---- |
| 216  | 220  | 250  | 316  | 318  | 324  | 321  | 324  | 344  |

| 1856 | 1861 | 1866 | 1872 | 1876 | 1881 | 1886 | 1891 | 1896 |
| ---- | ---- | ---- | ---- | ---- | ---- | ---- | ---- | ---- |
| 293  | 293  | 271  | 242  | 290  | 282  | 298  | 277  | 269  |

| 1901 | 1906 | 1911 | 1921 | 1926 | 1931 | 1936 | 1946 | 1954 |
| ---- | ---- | ---- | ---- | ---- | ---- | ---- | ---- | ---- |
| 238  | 213  | 198  | 171  | 160  | 157  | 155  | 124  | 131  |

| 1962 | 1968 | 1975 | 1982 | 1990 | 1999 | 2005 | 2006 | 2010 |
| ---- | ---- | ---- | ---- | ---- | ---- | ---- | ---- | ---- |
| 137  | 146  | 188  | 239  | 281  | 356  | 380  | 386  | 426  |

| 2015 | 2020 | 2022 | - | - | - | - | - | - |
| ---- | ---- | ---- | - | - | - | - | - | - |
| 397  | 400  | 391  | - | - | - | - | - | - |

### Associations ayant leur siège social à Menoncourt
- Les Pionniers du RPI
- J'avance
- La Menon'courtoise

## Pour approfondir